# Гідравлічний візок

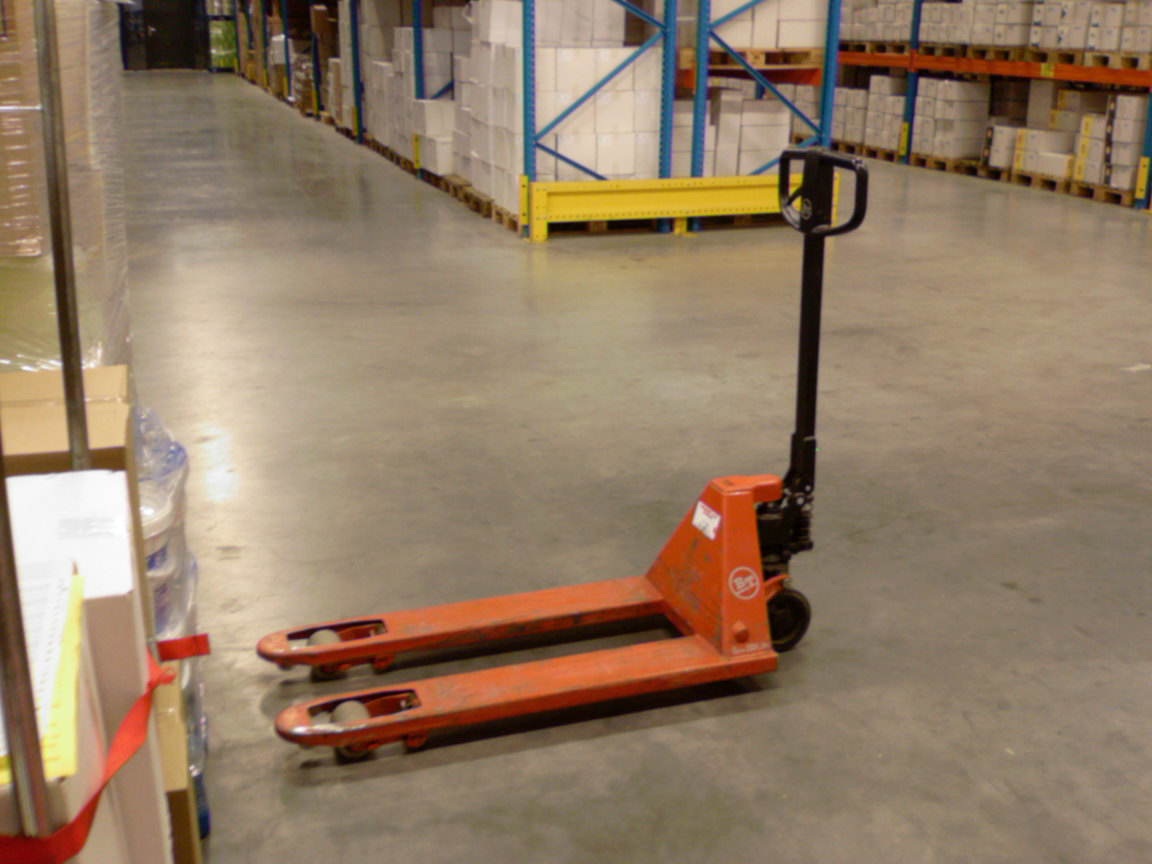

Гідравлічний візок (нормативно неусталено рокла, іноді рохла: від фін. Rocla — марки поширених візків фінського виробництва) — гідравлічний візок для ручного транспортування вантажів на палетах в межах вантажорозподільчих терміналів, складів, підприємств.
Від звичайного візка відрізняється присутністю гідравлічного домкрата, який за допомогою тяги важелів підіймає чи опускає вилку візка.

## Історія
Ручні візки для палет існували щонайменше до 1918 року. Ранні візки підіймали вилку з вантажем за допомогою виключно механічних ланцюгів. Більш сучасні моделі використовують ручні гідравлічні домкрати.